# Antônio Lopes de Sá
Antônio Lopes de Sá (Belo Horizonte, 9 de abril de 1927 — Belo Horizonte, 7 de junho de 2010) foi um escritor e contador brasileiro da área das ciências empresariais e filosofia do comportamento humano.[carece de fontes?]

## Biografia
Foi o escritor que mais editou livros e artigos no Brasil e em vários outros países como Itália, Espanha, Portugal, Argentina, Colômbia, Estados Unidos e Chile.[carece de fontes?]
Possuía doutorado em Ciências Contábeis pela Universidade Federal do Rio de Janeiro e foi laureado doutor honoris causa em Letras pela Samuel Benjamin Thomas University de Londres. Venceu vários prêmios internacionais de literatura científica e da Medalha de Ouro do Prêmio João Lyra Tavares, considerada a maior comenda que se outorga a um contador no Brasil.[carece de fontes?]
Foi presidente por três mandatos da Academia Brasileira de Ciências Contábeis e até o seu falecimento era o seu 1º vice-presidente. Foi  igualmente membro de honra de outras academias na França, Espanha e Estados Unidos. Foi o idealizador e coordenador de nove congressos internacionais de contabilidade do mundo latino e criou a maior corrente científica da contabilidade da atualidade, o neopatrimonialismo.[carece de fontes?]

## Carreira
Foi Doutor em Ciências Contábeis pela Universidade do Brasil, Doutor em Letras, H.C., pela Samuel Benjamin Thomas University, de Londres, Inglaterra, Administrador, economista, professor universitário e escritor com 183 livros publicados no Brasil e no exterior, com aproximadamente 10 milhões de exemplares vendidos e mais de 13 000 artigos, possuindo diversos prêmios internacionais de mérito e de literatura científica. Presidente de Honra da Associação Científica Internacional de Contabilidade e Economia, Primeiro Vice-Presidente da Academia Brasileira de Ciências Contábeis, Vice-Presidente e Ouvidor Geral da Academia Nacional de Economia, Presidente de Honra do Centro de Estudos de História da Contabilidade, da APOTEC, de Portugal.[carece de fontes?]
Membro da Real Academia de Ciências Econômicas y Financieras, da Espanha, Membro da Academie des Sciences Commerciales, da França, Membro de Honra do International Research Institute of New Jersey, U.S.A. desde 1965.[carece de fontes?]
Detentor da maior titulação contábil que o Conselho Federal de Contabilidade atribui a um profissional, oficialmente, no Brasil, a Medalha de Ouro João Lyra. mérito profissional americano, conferido por todos os Países da América, na Conferência Interamericana de Contabilidade, pela Associação Interamericana de Contabilidade. Detentor da Cruz do Mérito Filosófico e Cultural, comenda oficial pública, constituída por decreto do Governo do Estado de São Paulo, outorgada pela Sociedade Brasileira de Filosofia, Literatura e Ensino.[carece de fontes?]
Foi representante do Brasil no Conselho Econômico e Social da ONU, em Genebra, Comendador por Decreto do Presidente da República e ao seu nome se atribui hoje internacionalmente o Prêmio de Produção Científica em Contabilidade.[carece de fontes?]
Faleceu em 7 de junho de 2010, aos 83 anos,  em decorrência de um aneurisma dissecante da aorta.[carece de fontes?]

## Ligações Externas
- Site Oficial
- Sistema de Currículo Lattes